# Koragi, Shimoga
Koragi là một làng thuộc tehsil Shimoga, huyện Shimoga, bang Karnataka, Ấn Độ.